# Reichstagswahlkreis Regierungsbezirk Wiesbaden 6

Die Wahlkreisaufteilung des Deutschen Reichs.

Der Reichstagswahlkreis Regierungsbezirk Wiesbaden 6 (in der reichsweiten Durchnummerierung auch Reichstagswahlkreis 192; auch Reichstagswahlkreis Stadt Frankfurt am Main genannt) war der sechste Reichstagswahlkreis im Regierungsbezirk Wiesbaden der preußischen Provinz Hessen-Nassau für die Reichstagswahlen im Deutschen Reich und im Norddeutschen Bund von 1867 bis 1918.

## Wahlkreiszuschnitt
Er umfasste den Stadtkreis Frankfurt am Main ohne die ehemals kurhessischen Teile des Stadt- und Landkreises Frankfurt (Bockenheim, Seckbach, Berkersheim, Eckenheim, Eschersheim, Ginnheim, Praunheim, und Preungesheim, die zum Reichstagswahlkreis Regierungsbezirk Kassel 8 gehörten). Der Wahlkreis war ab 1884 eine Parteihochburg der SPD.
| Jahr | Einwohner |
| ---- | --------- |
| 1890 | 195.111   |
| 1895 | 225.092   |
| 1900 | 264.436   |
| 1905 | 302.591   |
| 1910 | 341.370   |

|      | Landwirtschaft | Industrie und Gewerbe | Handel und Dienstleistungen |
| ---- | -------------- | --------------------- | --------------------------- |
| 1895 | 4,2            | 45,1                  | 50,7                        |
| 1907 | 2,8            | 47,5                  | 49,6                        |

|      | Evangelisch | Katholisch |
| ---- | ----------- | ---------- |
| 1890 | 61,0        | 29,3       |
| 1905 | 59,8        | 31,6       |
| 1910 | 58,9        | 31,8       |

## Abgeordnete
| Wahl                                 | Abgeordneter                       | Partei | Bild |
| ------------------------------------ | ---------------------------------- | ------ | ---- |
| Reichstagswahl Februar 1867 bis 1871 | Karl Mayer Freiherr von Rothschild | K      |      |
| Reichstagswahl 1871 bis 1877         | Leopold Sonnemann                  | VP     |      |
| Reichstagswahl 1877 bis 1878         | Karl Holthof                       | VP     | 0    |
| Reichstagswahl 1878 bis 1884         | Leopold Sonnemann                  | VP     | 0    |
| Reichstagswahl 1884 bis 1890         | Adolf Sabor                        | SPD    | 0    |
| Reichstagswahl 1890 bis 1907         | Wilhelm Schmidt                    | SPD    | 0    |
| Reichstagswahl 1907 bis 1912         | Rudolf Oeser                       | VP     | 0    |
| Reichstagswahl 1912 bis 1918         | Max Quarck                         | SPD    |      |

## Wahl

### 1867 (Februar)
Es fand nur ein Wahlgang statt. 7368 Stimmen wurden abgegeben.
| Kandidat                           | Partei   | Stimmen | in %   | Anmerkungen                 |
| ---------------------------------- | -------- | ------- | ------ | --------------------------- |
| Karl Mayer Freiherr von Rothschild | K        | 6853    | 93 %   | 0                           |
| Ernst Passavant                    | NL       | 301     | 4,1 %  | 0                           |
| Friedrich Schlemmer                | L        | 81      | 11,1 % | 0                           |
| Wilhelm Welcker                    | SPD      | 129     | 1,7 %  | Lassalleaner, Portefeuiller |
| 0                                  | Sonstige | 8       | 0,1    | 0                           |

### 1867 (August)
Es fand nur ein Wahlgang statt. 1740 Stimmen wurden abgegeben.
| Kandidat                           | Partei   | Stimmen | in %   | Anmerkungen   |
| ---------------------------------- | -------- | ------- | ------ | ------------- |
| Karl Mayer Freiherr von Rothschild | K        | 930     | 53,4 % | 0             |
| Friedrich Kugler                   | NL       |         | %      | Dr., wie 1871 |
| 0                                  | Sonstige |         |        | 0             |

### 1871
Es fanden zwei Wahlgänge statt. Die Zahl der Wahlberechtigten betrug 20151. 7099 Stimmen wurden im ersten Wahlgang abgegeben, die Wahlbeteiligung betrug 35,2 %.Die Zahl der gültigen Stimmen betrug 7083.
| Kandidat                           | Partei   | Stimmen | in %   | Anmerkungen  |
| ---------------------------------- | -------- | ------- | ------ | ------------ |
| Karl Mayer Freiherr von Rothschild | K        | 2540    | 35,9 % | 0            |
| Leopold Sonnemann                  | VP       | 3060    | 43,2 % | 0            |
| Friedrich Kugler                   | NL       | 185     | 2,6 %  | 0            |
| Eugen Thissen                      | Zentrum  | 228     | 3,2 %  | 0            |
| Heinrich Bürgers                   | DFP      | 621     | 8,8 %  | 0            |
| Jakob Schmidt                      | SPD      | 447     | 6,3 %  | Lassalleaner |
| 0                                  | Sonstige | 2       | 0      | 0            |

7464 Stimmen wurden in der Stichwahl abgegeben, die Wahlbeteiligung betrug 37 %.Die Zahl der gültigen Stimmen betrug 7437.
| Kandidat                           | Partei | Stimmen | in %   | Anmerkungen |
| ---------------------------------- | ------ | ------- | ------ | ----------- |
| Karl Mayer Freiherr von Rothschild | K      | 3679    | 49,7 % | 0           |
| Leopold Sonnemann                  | VP     | 3758    | 50,3 % | 0           |

### 1874
Es fanden zwei Wahlgänge statt. Die Zahl der Wahlberechtigten betrug 20272. 12154 Stimmen wurden im ersten Wahlgang abgegeben, die Wahlbeteiligung betrug 60 %.Die Zahl der gültigen Stimmen betrug 12083.
| Kandidat          | Partei   | Stimmen | in %   | Anmerkungen  |
| ----------------- | -------- | ------- | ------ | ------------ |
| Leopold Sonnemann | VP       | 5016    | 41,5 % | 0            |
| Eduard Lasker     | NL       | 4353    | 36 %   | 0            |
| Hermann Ebner     | DFP      | 275     | 2,3 %  | 0            |
| Jakob Schmidt     | SPD      | 2363    | 19,6 % | Lassalleaner |
| August Bebel      | SPD      | 66      | 0,5 %  | 0            |
| 0                 | Sonstige | 10      | 0,1    | 0            |

12897 Stimmen wurden in der Stichwahl abgegeben, die Wahlbeteiligung betrug 63,6 %.Die Zahl der gültigen Stimmen betrug 12870.
| Kandidat          | Partei | Stimmen | in %   | Anmerkungen |
| ----------------- | ------ | ------- | ------ | ----------- |
| Leopold Sonnemann | VP     | 7185    | 55,8 % | 0           |
| Eduard Lasker     | NL     | 5685    | 44,2 % | 0           |

### 1877
Es fanden zwei Wahlgänge statt. Die Zahl der Wahlberechtigten betrug 27398. 15406 Stimmen wurden im ersten Wahlgang abgegeben, die Wahlbeteiligung betrug 56,2 %.Die Zahl der gültigen Stimmen betrug 15337.
| Kandidat                | Partei   | Stimmen | in %   | Anmerkungen |
| ----------------------- | -------- | ------- | ------ | ----------- |
| Karl Holthof            | VP       | 4920    | 32,1 % | 0           |
| Georg Varrentrapp       | NL       | 4648    | 30,3 % | 0           |
| Wilhelm Leopold Janssen | Zentrum  | 819     | 5,3 %  | 0           |
| Heinrich Flinsch        | DFP      | 1491    | 9,7 %  | 0           |
| Karl Frohme             | SPD      | 3448    | 22,5 % | 0           |
| 0                       | Sonstige | 11      | 0,1    | 0           |

17730 Stimmen wurden in der Stichwahl abgegeben, die Wahlbeteiligung betrug 64,7 %.Die Zahl der gültigen Stimmen betrug 17668.
| Kandidat          | Partei | Stimmen | in %   | Anmerkungen |
| ----------------- | ------ | ------- | ------ | ----------- |
| Karl Holthof      | VP     | 10329   | 58,5 % | 0           |
| Georg Varrentrapp | NL     | 7339    | 41,5 % | 0           |

### 1878
Es fanden zwei Wahlgänge statt. Die Zahl der Wahlberechtigten betrug 29257. 19304 Stimmen wurden im ersten Wahlgang abgegeben, die Wahlbeteiligung betrug 66 %.Die Zahl der gültigen Stimmen betrug 19258.
| Kandidat                | Partei   | Stimmen | in %   | Anmerkungen                                                |
| ----------------------- | -------- | ------- | ------ | ---------------------------------------------------------- |
| Leopold Sonnemann       | VP       | 6858    | 35,6 % | 0                                                          |
| Lucas von Heyden        | K        | 204     | 1,1 %  | 0                                                          |
| Georg Varrentrapp       | NL       | 4589    | 23,6 % | 0                                                          |
| Wilhelm Leopold Janssen | Zentrum  | 989     | 5,1 %  | 0                                                          |
| Hermann Ebner           | DFP      | 2524    | 13,1 % | 0                                                          |
| Rudolf Döll             | SPD      | 4080    | 21,2 % | * 1851 in Eckartsberga; † 1883 in Frankfurt, Schriftsetzer |
| 0                       | Sonstige | 14      | 0,1    | 0                                                          |

18107 Stimmen wurden in der Stichwahl abgegeben, die Wahlbeteiligung betrug 61,9 %.Die Zahl der gültigen Stimmen betrug 18045.
| Kandidat          | Partei | Stimmen | in %   | Anmerkungen |
| ----------------- | ------ | ------- | ------ | ----------- |
| Leopold Sonnemann | VP     | 12489   | 69,2 % | 0           |
| Georg Varrentrapp | NL     | 5556    | 30,8 % | 0           |

### 1881
Es fanden zwei Wahlgänge statt. Die Zahl der Wahlberechtigten betrug 31328. 17074 Stimmen wurden im ersten Wahlgang abgegeben, die Wahlbeteiligung betrug 54,5 %.Die Zahl der gültigen Stimmen betrug 16905.
| Kandidat          | Partei   | Stimmen | in %   | Anmerkungen        |
| ----------------- | -------- | ------- | ------ | ------------------ |
| Leopold Sonnemann | VP       | 7810    | 46,2 % | 0                  |
| Rudolf Döll       | SPD      | 4704    | 27,8 % | 0                  |
| Julius Schulze    | K        | 1852    | 11 %   | wohnhaft in Berlin |
| Ernst Lieber      | Zentrum  | 1066    | 6,3 %  | 0                  |
| Gustav Jung       | NL       | 1450    | 8,6 %  | 0                  |
| 0                 | Sonstige | 23      | 0,1    | 0                  |

17807 Stimmen wurden in der Stichwahl abgegeben, die Wahlbeteiligung betrug 56,8 %.Die Zahl der gültigen Stimmen betrug 17748.
| Kandidat          | Partei | Stimmen | in %   | Anmerkungen |
| ----------------- | ------ | ------- | ------ | ----------- |
| Leopold Sonnemann | VP     | 9146    | 51,5 % | 0           |
| Rudolf Döll       | SPD    | 8602    | 48,5 % | 0           |

### 1884
Es fanden zwei Wahlgänge statt. Die Zahl der Wahlberechtigten betrug 34201. 22025 Stimmen wurden im ersten Wahlgang abgegeben, die Wahlbeteiligung betrug 64,4 %.Die Zahl der gültigen Stimmen betrug 21944.
| Kandidat            | Partei           | Stimmen | in %   | Anmerkungen                                                                            |
| ------------------- | ---------------- | ------- | ------ | -------------------------------------------------------------------------------------- |
| Leopold Sonnemann   | VP               | 7378    | 33,6 % | 0                                                                                      |
| Adolf Sabor         | SPD              | 7965    | 36,3 % | 0                                                                                      |
| H. Faßhauer         | Handwerkerpartei | 1602    | 7,3 %  | 0                                                                                      |
| Heinrich Hohenemser | NL               | 3601    | 16,4 % | Teilhaber des Hohenemserschen Bankhauses, 1871–1889 Direktor der Deutschen Vereinsbank |
| Ernst Lieber        | Zentrum          | 1352    | 6,2 %  | 0                                                                                      |
| 0                   | Sonstige         | 46      | 0,2    | 0                                                                                      |

23034 Stimmen wurden in der Stichwahl abgegeben, die Wahlbeteiligung betrug 67,3 %.Die Zahl der gültigen Stimmen betrug 22943.
| Kandidat          | Partei | Stimmen | in % | Anmerkungen |
| ----------------- | ------ | ------- | ---- | ----------- |
| Leopold Sonnemann | VP     | 10777   | 47 % | 0           |
| Adolf Sabor       | SPD    | 12166   | 53 % | 0           |

### 1887
Es fanden zwei Wahlgänge statt. Die Zahl der Wahlberechtigten betrug 36103. 25428 Stimmen wurden im ersten Wahlgang abgegeben, die Wahlbeteiligung betrug 70,4 %.Die Zahl der gültigen Stimmen betrug 25350.
| Kandidat          | Partei   | Stimmen | in %   | Anmerkungen |
| ----------------- | -------- | ------- | ------ | ----------- |
| Leopold Sonnemann | VP       | 7081    | 27,9 % | 0           |
| Adolf Sabor       | SPD      | 8640    | 34,1 % | 0           |
| Albert Metzler    | NL       | 9609    | 37,9 % | 0           |
| 0                 | Sonstige | 20      | 0,1    | 0           |

25731 Stimmen wurden in der Stichwahl abgegeben, die Wahlbeteiligung betrug 71,3 %.Die Zahl der gültigen Stimmen betrug 25563.
| Kandidat       | Partei | Stimmen | in %   | Anmerkungen |
| -------------- | ------ | ------- | ------ | ----------- |
| Adolf Sabor    | SPD    | 12876   | 50,4 % | 0           |
| Albert Metzler | NL     | 12687   | 49,6 % | 0           |

### 1890
Es fanden zwei Wahlgänge statt. Die Zahl der Wahlberechtigten betrug 41138. 29960 Stimmen wurden im ersten Wahlgang abgegeben, die Wahlbeteiligung betrug 72,8 %.Die Zahl der gültigen Stimmen betrug 29923.
| Kandidat        | Partei   | Stimmen | in %   | Anmerkungen                        |
| --------------- | -------- | ------- | ------ | ---------------------------------- |
| Wilhelm Schmidt | SPD      | 12653   | 42,3 % | 0                                  |
| Henry O. Oswalt | NL       | 7078    | 23,7 % | 0                                  |
| Biehl           | Zentrum  | 1594    | 5,3 %  | 0                                  |
| Hermann Ebner   | DFrP     | 2438    | 8,1 %  | 0                                  |
| Jean Drill      | VP       | 6126    | 20,5 % | Handwerksmeister, Stadtverordneter |
| 0               | Sonstige | 34      | 0,1    | 0                                  |

28828 Stimmen wurden in der Stichwahl abgegeben, die Wahlbeteiligung betrug 70,1 %.Die Zahl der gültigen Stimmen betrug 28655.
| Kandidat        | Partei | Stimmen | in %   | Anmerkungen |
| --------------- | ------ | ------- | ------ | ----------- |
| Wilhelm Schmidt | SPD    | 18088   | 63,1 % | 0           |
| Henry O. Oswalt | NL     | 10567   | 36,9 % | 0           |

### 1893
Es fanden zwei Wahlgänge statt. Die Zahl der Wahlberechtigten betrug 48159. 30901 Stimmen wurden im ersten Wahlgang abgegeben, die Wahlbeteiligung betrug 64,2 %.Die Zahl der gültigen Stimmen betrug 30863.
| Kandidat                           | Partei   | Stimmen | in %   | Anmerkungen |
| ---------------------------------- | -------- | ------- | ------ | ----------- |
| Wilhelm Schmidt                    | SPD      | 13482   | 43,7 % | 0           |
| Henry O. Oswalt                    | NL       | 7274    | 23,6 % | 0           |
| Max Hugo Liebermann von Sonnenberg | DRefP    | 1448    | 4,7 %  | 0           |
| Ernst Lieber                       | Zentrum  | 1617    | 5,2 %  | 0           |
| Leopold Sonnemann                  | VP       | 7020    | 22,7 % | 0           |
| 0                                  | Sonstige | 22      | 0,1    | 0           |

28632 Stimmen wurden in der Stichwahl abgegeben, die Wahlbeteiligung betrug 59,5 %.Die Zahl der gültigen Stimmen betrug 28446.
| Kandidat        | Partei | Stimmen | in %   | Anmerkungen |
| --------------- | ------ | ------- | ------ | ----------- |
| Wilhelm Schmidt | SPD    | 17180   | 60,4 % | 0           |
| Henry O. Oswalt | NL     | 11266   | 39,6 % | 0           |

### 1898
Es fand nur ein Wahlgang statt. Die Zahl der Wahlberechtigten betrug 59891. 39442 Stimmen wurden abgegeben, die Wahlbeteiligung betrug 65,9 %.Die Zahl der gültigen Stimmen betrug 39393.
| Kandidat                           | Partei   | Stimmen | in %   | Anmerkungen |
| ---------------------------------- | -------- | ------- | ------ | ----------- |
| Wilhelm Schmidt                    | SPD      | 20019   | 50,8 % | 0           |
| Max Hugo Liebermann von Sonnenberg | DRefP    | 1551    | 3,9 %  | 0           |
| Hermann Roeren                     | Zentrum  | 23991   | 6,1 %  | 0           |
| Heinrich Flinsch                   | FrVP     | 12123   | 30,8 % | 0           |
| Friedrich Naumann                  | NS       | 3295    | 8,4 %  | 0           |
| 0                                  | Sonstige | 14      | 0      | 0           |

### 1903
Es fanden zwei Wahlgänge statt. Die Zahl der Wahlberechtigten betrug 73233. 40933 Stimmen wurden im ersten Wahlgang abgegeben, die Wahlbeteiligung betrug 55,9 %.Die Zahl der gültigen Stimmen betrug 40854.
| Kandidat             | Partei   | Stimmen | in %   | Anmerkungen                                      |
| -------------------- | -------- | ------- | ------ | ------------------------------------------------ |
| Wilhelm Schmidt      | SPD      | 20178   | 49,4 % | 0                                                |
| Ludwig Bruck         | VP       | 7543    | 18,5 % | Rechtsanwalt in Frankfurt                        |
| Henry O. Oswalt      | NL       | 5068    | 12,4 % | 0                                                |
| Carl Heinrich Heyder | Zentrum  | 3551    | 8,7 %  | Dr. med., Arzt und Stadtverordneter in Frankfurt |
| Hermann Laas(s)      | DSozRefP | 4506    | 11 %   | Hotelbesitzer in Frankfurt                       |
| 0                    | Sonstige | 8       | 0      | 0                                                |

45561 Stimmen wurden in der Stichwahl abgegeben, die Wahlbeteiligung betrug 62,2 %.Die Zahl der gültigen Stimmen betrug 45377.
| Kandidat        | Partei | Stimmen | in % | Anmerkungen |
| --------------- | ------ | ------- | ---- | ----------- |
| Wilhelm Schmidt | SPD    | 23581   | 52 % | 0           |
| Ludwig Bruck    | VP     | 21796   | 48 % | 0           |

### 1907
Es fanden zwei Wahlgänge statt. Die Zahl der Wahlberechtigten betrug 77164. 61449 Stimmen wurden im ersten Wahlgang abgegeben, die Wahlbeteiligung betrug 79,6 %.Die Zahl der gültigen Stimmen betrug 61379.
| Kandidat           | Partei   | Stimmen | in %   | Anmerkungen                                         |
| ------------------ | -------- | ------- | ------ | --------------------------------------------------- |
| Rudolf Oeser       | VP       | 17692   | 28,9 % | 0                                                   |
| Max Quarck         | SPD      | 28869   | 47,1 % | 0                                                   |
| Fritz von Lasaulx  | NL       | 5280    | 8,6 %  | 0                                                   |
| Matthias Erzberger | Zentrum  | 4405    | 7,2 %  | 0                                                   |
| Michael Kämpf      | ./.      | 5056    | 8,2 %  | Fabrikant in Frankfurt, Stadtverordneter, Antisemit |
| 0                  | Sonstige | 17      | 0      | 0                                                   |

64983 Stimmen wurden in der Stichwahl abgegeben, die Wahlbeteiligung betrug 84,2 %.Die Zahl der gültigen Stimmen betrug 64437.
| Kandidat     | Partei | Stimmen | in %   | Anmerkungen |
| ------------ | ------ | ------- | ------ | ----------- |
| Rudolf Oeser | VP     | 33659   | 52,2 % | 0           |
| Max Quarck   | SPD    | 30778   | 47,8 % | 0           |

### 1912
Es fanden zwei Wahlgänge statt. Die Zahl der Wahlberechtigten betrug 88584. 74230 Stimmen wurden im ersten Wahlgang abgegeben, die Wahlbeteiligung betrug 83,8 %.Die Zahl der gültigen Stimmen betrug 73997.
| Kandidat            | Partei   | Stimmen | in %   | Anmerkungen |
| ------------------- | -------- | ------- | ------ | ----------- |
| Max Quarck          | SPD      | 35686   | 48,2 % | 0           |
| Rudolf Oeser        | VP       | 31306   | 42,3 % | 0           |
| Franz Behrens       | ChrSozP  | 1289    | 1,8 %  | 0           |
| Jean Albert Schwarz | Zentrum  | 5708    | 7,7 %  | 0           |
| 0                   | Sonstige | 8       | 0      | 0           |

76169 Stimmen wurden in der Stichwahl abgegeben, die Wahlbeteiligung betrug 86 %.Die Zahl der gültigen Stimmen betrug 73556.
| Kandidat     | Partei | Stimmen | in %   | Anmerkungen |
| ------------ | ------ | ------- | ------ | ----------- |
| Max Quarck   | SPD    | 39233   | 53,3 % | 0           |
| Rudolf Oeser | VP     | 34323   | 46,7 % | 0           |